# Cadophora
Cadophora Lagerb. & Melin – rodzaj workowców z klasy patyczaków (Leotiomycetes).

## Systematyka i nazewnictwo
Pozycja w klasyfikacji według Index Fungorum: Ploettnerulaceae, Helotiales, Leotiomycetidae, Leotiomycetes, Pezizomycotina, Ascomycota, Fungi.
Gatunki występujące w Polsce:
- Cadophora bubakii (Laxa) Damm & S. Bien 2020
- Cadophora fastigiata Lagerb. & Melin 1927
- Cadophora gregata (Allington & D.W. Chamb.) T.C. Harr. & McNew 2003
- Cadophora melinii Nannf. 1934

Nazwy naukowe oraz wykaz gatunków na podstawie Index Fungorum. Wykaz gatunków według M.A. Chmiel.